# إم بي سي بوليوود
إم بي سي بوليوود (بالإنجليزية: MBC Bollywood) (بالهندية: एमबीसी बॉलीवुड) هي قناة تابعة لمجموعة إم بي سي أُطلقت في عام 2013 لتقديم محتوى متميز يحمل بعدًا ترفيهيًا جديدًا، يتمثل في أحدث وأشهر إنتاجات بوليوود السينمائية، بالإضافة إلى مزيج من المسلسلات اليومية والبرامج الرائدة المرتبطة بشبه القارة الهندية ومشاهيرها وآخر أعمالها. تلبّي القناة أذواق شريحة واسعة من المشاهدين في منطقة الشرق الأوسط وشمال إفريقيا، من خلال مجموعة برامجية غنية تجمع بين أفلام ومسلسلات بوليوود المدبلجة أو المترجمة إلى العربية.

## المسلسلات
- دموع الحب
- أنتِ لي
- وتبقي ليلة
- أقترب لأقترب
- أنا بنت أبي
- في مواجهة الحب
- أمنية وإن تحققت
- حكايتنا
- حبيبتي من تَكُون
- حبيبتي من تَكُون 2
- رياح الحب الموسمية
- احمر هو لون الحناء
- علي قيد الحياة
- من النظرة الثانية
- ومن الحب ما قتل
- للعشق جنون
- هوس مايا
- هوس مايا 2
- لكنه لي
- زوجة زوجي
- ذهب ولم يعد
- حبيبي دائما
- حب خادع
- العدو الحبيب
- ساحرتي
- عميلة سرية
- ثمن الخيانة
- ارجع لي قبلاتي
- يدي بيدك
- حبك جرحني
- ابتسم من قلبك
- انت العشق
- قدري الأجمل
- رايسينغاني ضد رايسينغاني
- أحيانا أنا أحيانا أنت
- عاشق أنا
- على صدى الخلخال

## الأفلام
- دووم
- دووم 2
- دووم 3
- كوتش كوتش هوتا هي
- أوم شانتي أوم
- شيف
- بازيغار
- غوليون كي راسليلا رام-ليلا
- هابي نيو يير
- فان
- تي3ن
- باجرانغي بهايجان
- آي ديل هاي مشكل
- هيروبانتي
- هيروبانتي 2
- دابانغ
- دابانغ 2
- دابانغ 3
- بانغ! بانغ!
- غولي بوي
- بهارات
- ABCD: أني بودي كان دانس
- ABCD 2: أني بودي كان دانس 2
- لودو
- تشيناي إكسبريس
- كوماندو
- كوماندو 2
- كوماندو 3
- آرآرآر
- 102 نوت أوت
- ريس
- ريس 2
- ريس 3
- تانو ويدس مانو
- تانو ويدس مانو ريتورنز
- باغي
- باغي 2
- باغي 3
- توتال دهامال
- زيرو
- بالا
- هاوسفول
- هاوسفول 2
- هاوسفول 3
- هاوسفول 4
- ساتياميفا جاياتي
- ساتياميفا جاياتي 2
- سيمبا
- سوريافانشي
- مونا مايكل
- جاب هاري ميت سيجال
- را.وان
- باردس
- 99 سونغز
- غولمال ريتورنز
- فيري دي ويدينغ
- أيه ثرسداي
- غايال وانس أغين
- غاجيني
- ران واي 34
- دي دي بيار دي
- بادمافاتي
- تيش
- كابير سينغ
- سينغ إز كينغ
- سينغ إز بيلنغ
- أتاك
- شوب مانجال سافدهان
- باغالبانتي
- ربا ماين كيا كارون
- كاتبوتلي
- تيبل نمبر. 21
- بار بار ديكو
- موم
- رانج دي باسانتي
- دريم غيرل
- جاب تاك هاي جان
- إيك تا تايغر
- تايغر زيندا هاي
- سيركوس
- فيكي دونر
- ميد إن شاينا
- هم تم
- تا را رم بم
- بلايرز
- غورو
- بادلا
- دلوالي دولهانيا لي جاينجي
- دلوالي
- فير
- فير زارا
- إنجليش فينجليش
- دابل إكس إل
- تشاك دي! إنديا
- لايغر
- جودا أكبر
- كوكتيل

## المنافسون
يرتبط التنافس من خلال البث في نفس الأقمار الصناعية الموجهة للعالم العربي، وخصوصا نجد قمر نايل سات الذي يحمل مجمل القنوات المنافسة المختصة في الأفلام والبرامج الهندية.

### القنوات المنافسة
- زي أفلام
- زي ألوان
- بي فور يو أفلام
- بي فور يو بلاس
- إيماجين موفيز

## وصلات خارجية
- الموقع الرسمي لمجموعة إم بي سي